# Холцкирхен (Горњи Бајерн)
Холцкирхен (њем. Holzkirchen) град је у њемачкој савезној држави Баварска. Једно је од 17 општинских средишта округа Мисбах. Према процјени из 2010. у граду је живјело 15.357 становника. Посједује регионалну шифру (AGS) 9182120.

## Географски и демографски подаци
Холцкирхен се налази у савезној држави Баварска у округу Мисбах. Град се налази на надморској висини од 691 метра. Површина општине износи 48,2 km². У самом граду је, према процјени из 2010. године, живјело 15.357 становника. Просјечна густина становништва износи 318 становника/km².